# Tadeusz Kamiński (ekonomista)
Tadeusz Grzegorz Kamiński (ur. 11 marca 1931, zm. 11 czerwca 2014) – polski specjalista w zakresie ekonomii i zarządzania, prof. dr hab. i prorektor Akademii Finansów i Biznesu Vistula w Warszawie, prof. dr hab. Wyższej Szkoły Mazowieckiej w Warszawie oraz dyrektor Instytutu Finansów (obecnie Akademia Finansów w Warszawie).